# Patos de Minas
Patos de Minas es una ciudad del estado de Minas Gerais en Brasil. El municipio está situado en la Región del Alto Paranaíba y en la Mesorregión del Triángulo Minero y Alto Paranaíba. Según estimaciones del IGBE de 2012, su población era de 140 950 habitantes. Patos de Minas es una de las 20 ciudades más grandes de Minas Gerais. Considerada el centro económico regional, la ciudad gana proyección nacional, entre otras cosas, por el Festival Nacional del Maíz, realizado en el mes de junio.
La localización privilegiada, que une a la ciudad con grandes centros comerciales como São Paulo, Uberlândia y Belo Horizonte, ha favorecido el desarrollo económico del municipio.

## Educación

### Educación completa
La ciudad es la sede de la 28ª Superintendencia Regional de Educación que abarca 14 municipios de la región. Según el censo 2010 de la IBGE, Patos de Minas tenía 28 121 alumnos matriculados en los tres niveles de Educación Básica. La ciudad cuenta con 132 establecimientos de educación, entre públicos y privados, en los tres niveles de Educación Básica.
La ciudad mantiene un alto índice de rendimiento en las evaluaciones de la Educación Básica, como el Índice de Desarrollo de la Educación Básica, o IDEB, calculado por el Ministerio de Educación. En esta, Patos de Minas alcanzó las metas en todos los niveles de educación evaluados.

### Educación superior
La educación superior de Patos de Minas ha experimentado un florecimiento en los últimos años. Cuatro instituciones de educación superior están presentes en la ciudad:
- UFU (Universidad Federal de Uberlândia - Campus Patos de Minas)[4]
- UNIPAM (Centro Universitario de Patos de Minas)
- FPM (Facultad de Patos de Minas)
- Finom (Facultad de la ciudad de Paracatú - Campus Patos de Minas)

### Enseñanza técnica o profesional
La enseñanza técnica o formación profesional también cuenta con instituciones importantes, como el SENAI (Servicio Nacional de Aprendizaje Industrial) y el SENAC (Servicio Nacional de Aprendizaje Comercial). Está en proceso la implantación en la ciudad de un campus del Instituto Federal del Triángulo Minero (IFTM).